# Oropallene polaris
Oropallene polaris is een zeespin uit de familie Callipallenidae. De soort behoort tot het geslacht Oropallene. Oropallene polaris werd in 1963 voor het eerst wetenschappelijk beschreven door Hedgpeth. 